# Bachenahatti, Magadi
Bachenahatti là một làng thuộc tehsil Magadi, huyện Ramanagara, bang Karnataka, Ấn Độ.